# 切爾努希諾
48°19′35″N 38°30′56″E / 48.32639°N 38.51556°E
切爾努希諾，或按乌克兰语译作喬爾努希內（烏克蘭語：Чорнушине），法理上是烏克蘭東部盧甘斯克州阿尔切夫斯克区阿爾切夫斯克市鎮的鎮。該鎮距離頓涅茨克63公里，始建於1600年，面積6.96平方公里，2011年人口6,137，人口密度每平方公里881.75人。